# Antonio Vacca
Antonio Vacca (ur. 8 sierpnia 1934 w Quartu Sant’Elena, zm. 22 grudnia 2020 w Cagliari) – włoski duchowny rzymskokatolicki, w latach 1993–2006 biskup Alghero-Bosa.

## Życiorys
Święcenia kapłańskie przyjął 28 lipca 1957. 18 lutego 1993 został mianowany biskupem Alghero-Bosa. Sakrę biskupią otrzymał 21 marca 1993. Od 31 maja do 14 września 2004 był administratorem apostolskim Sassari. 29 września 2006 zrezygnował z urzędu.